# HD75445
HD75445 — хімічно пекулярна зоря спектрального класу A3, що має видиму зоряну величину в смузі V приблизно  7,1.
Вона  розташована на відстані близько 370,6 світлових років від Сонця.

## Пекулярний хімічний склад
Зоряна атмосфера HD75445 має підвищений вміст 
Eu
.